# Union Grove (Texas)
Union Grove es una ciudad ubicada en el condado de Upshur en el estado estadounidense de Texas. En el Censo de 2010 tenía una población de 357 habitantes y una densidad poblacional de 145,86 personas por km².

## Geografía
Union Grove se encuentra ubicada en las coordenadas 32°34′30″N 94°54′55″O / 32.57500, -94.91528. Según la Oficina del Censo de los Estados Unidos, Union Grove tiene una superficie total de 2.45 km², de la cual 2.42 km² corresponden a tierra firme y (1.27%) 0.03 km² es agua.

## Demografía
Según el censo de 2010, había 357 personas residiendo en Union Grove. La densidad de población era de 145,86 hab./km². De los 357 habitantes, Union Grove estaba compuesto por el 94.96% blancos, el 3.64% eran afroamericanos, el 0.84% eran amerindios, el 0.28% eran asiáticos, el 0% eran isleños del Pacífico, el 0% eran de otras razas y el 0.28% pertenecían a dos o más razas. Del total de la población el 0% eran hispanos o latinos de cualquier raza.